# Бели Нил
Бели Нил (на арабски: النيل الأبيض, Бахър ал Абияд) е названието на голям участък (около 3700 km) от течението на река Нил на териториите на Уганда, Южен Судан и Судан.

## Горно и средно течение
Участъкът от мястото, от което Нил изтича от северния край на езерото Виктория до вливането ѝ в езерото Алберт (Уганда), носи името Виктория-Нил. Дължината му е около 420 km. Пресичайки скалистите хребети по територията на Уганда, реката образува множество прагове и водопади с обща височина 670 m. След това реката преминава през падината на езерото Кьога и на сравнително къс участък има денивелация от около 400 m. Тук се намира големият водопад Мърчисън с височина 40 m, след което Нил се влива в езерото Алберт, на границата между Уганда и Демократична република Конго и лежащо в тектонична падина на височина 617 m. Участъкът между езерото Алберт и устието на десния приток Ачва носи името Алберт-Нил. Тук тя тече през платовидни райони, а след това чрез тясното дефиле Нимуле, прорязващо скалисти бариери излиза в равнините на Южен Судан. След столицата на Южен Судан град Джуба, излизайки от високопланинската област, в продължение на 900 km реката тече през обширна плоска равнина, в заблатения район Суд (там реката носи названието Бахр ал Джабал). В този участък коритото на реката е силно заблатено, тъй като е задръстено с огромни маси от водорасли и тръстики, носещи името „суд“ и то се разделя на ръкави. Скоростта на течението спада и голяма част от дошлата от планините вода се разлива, изпарява и се използва от водната растителност. Островчета от подобна водна растителност, наричани седами, често се отделят от калните брегове и бавно плуват по течението. Сблъсквайки и сливайки се едно с друго, те често блокират руслото и пречат на корабоплаването.

## Долно течение. Бели Нил
При езерото Но река Бахр ал Джабал се съединява с идващата отляво река Бахър ал Газал. Оттук започва същинската река Бели Нил, която в този участък до устието на десния си приток Сини Нил носи името Бахър ал Абяд (от арабски бахър – река и абяд – бял). Дължината на Бахър ал Абяд е 957 km, а ширината на коритото е 1 – 2 km. Около 120 km, до устието на десния си проток Собат реката тече на изток, след което завива на север и няма повече постоянни притоци (отдясно в нея се вливат временните реки Адар, Керао, Дулайб). Най-големият ѝ приток река Собат по време на пълноводие внася в Бели Нил голямо количество наноси, които предават на реката белезникав оттенък и от тук идва названието Бели Нил. От устието на Собат до устието на Сини Нил течението на Бахър ал Абяд е бавно и спокойно. При столицата на Судан град Хартум река бели нил се съединява с идващата отдясно река Сини Нил и двете заедно дават началото на същинската река Нил.

## Хидроложки показатели, стопанско значение
В района на устието на Бахър ал Газал средният годишен отток е 453 m³/s и е сравнително равномерен целогодишно. След устието на Собат оттокът значително нараства и при Хартум достига 808 m³/s, с максимум през октомври – 1354 m³/s. На 40 km преди Хартум е изградена преградната стена на язовира Гебел Аулия, създаден за регулиране на оттока по долното течение на Нил и за напояване на земеделския район Джазира. Водите на реката са богати на различни видове риба. Плавателна е по цялото си протежение за плитко газещи речни съдове. При град Кости е изграден голя авто- и жп мост свързващ източните със западните части на Судан.